# Alberto Manrique
Alberto Ignacio Manrique de Lara Díaz (Las Palmas de Gran Canaria, 10 de mayo de 1926-Ibidem, 28 de marzo de 2018) fue un pintor y acuarelista español.

## Biografía
Alberto Manrique nació en Las Palmas de Gran Canaria en 1926. Desde muy joven mostró un gran talento para el dibujo, lo que le llevó a alternar su trabajo como artista con su profesión de aparejador. Su espíritu inquieto le indujo a unirse a los movimientos progresistas de su ciudad natal en la que siempre ha vivido, exceptuando los cuatro años de residencia en Madrid. En 1975 decidió finalmente dejar su trabajo de aparejador para dedicarse por completo al arte. Fue una decisión arriesgada, siendo padre de familia numerosa y  gracias al apoyo de su esposa M.ª Dolores Millares Sall (Yeya) y a su esfuerzo, consiguió salir adelante.

## Obra
En 1950 comienza su colaboración en “Planas de Poesía” y al año siguiente junto a Felo Monzón, Juan Ismael y Manolo Millares fundó el grupo L.A.D.A.C. (“Los Arqueros del Arte Contemporáneo”). Durante la década de los 50 organizaron exposiciones, tardes artísticas e innumerables eventos culturales. Continúa su colaboración en las ilustraciones de “Planas de Poesía”.
También hay que decir que, en la década comprendida entre 1950-1960 y principios de los 70, su profesión lo aparta con frecuencia del mundo artístico, pero no dejó de participar en concursos regionales, nacionales e internacionales, recibiendo varios premios y, sobre todo, el estímulo necesario para continuar su carrera artística. En la década de los 60 y principios de los 70 sigue en solitario, exponiendo poco, ya que su profesión de aparejador (arquitecto técnico) le ocupaba mucho tiempo, hasta que en 1975 decidió abandonarla y dedicarse por completo al arte. Elige como medio de expresión la acuarela, técnica que apenas dominaba en aquel momento, pero que representaba para él un reto, dado el inmenso campo de experimentación que en esta técnica aún estaba por descubrir. Admirador del también acuarelista José Comas Quesada, no limitó todo su trabajo a la acuarela exclusivamente, pues a lo largo de su carrera artística ha experimentado con otras técnicas: óleo, aguafuerte, serigrafía, tinta, vidriera, etc. 

Entre sus características como pintor hay que destacar, en lo que a la acuarela se refiere, el uso del "pulverizado", técnica en la que ha profundizado y desarrollado, logrando unos efectos visuales en sus acuarelas difícilmente conseguibles de otra forma y que son un sello de identidad en su estilo pictórico de la acuarela. 
Otra característica de sus cuadros es el uso que hace de la perspectiva. Juega con esta, deformando la realidad, por lo que sus cuadros han sido definidos como pertenecientes al realismo fantástico.